# عوزيل غال
عوزيل غال (بالعبرية: עוזיאל "עוזי" גל) (15 ديسمبر 1923 - 7 سبتمبر 2002) هو مصمم أسلحة ألماني إسرائيلي، مشهور بتصميمه للمسدس الرشاش عوزي.

## سيرته
ولد غال في فايمار بألمانيا، وعندما وصل النازيون إلى السلطة في عام 1933، انتقل أولاً إلى المملكة المتحدة وبعد ذلك، في عام 1936 إلى كيبوتس ياغور خلال الانتداب البريطاني على فلسطين حيث غير اسمه إلى عوزيل غال. وفي عام 1943 أُعتقل لحمله سلاحًا بشكل غير قانوني وحُكم عليه بالسجن ست سنوات، ثم عُفي عنه وأفرج عنه في عام 1946، وبعد أن قضى أقل من نصف عقوبته. 
بدأ غال تصميم مدفع رشاش عوزي بعد فترة وجيزة من تأسيس إسرائيل والحرب العربية الإسرائيلية عام 1948. وفي عام 1951 تم اعتماده رسميًا من قبل الجيش الإسرائيلي، وكان غال أول شخص يحصل على جائزة الأمن الإسرائيلية، التي قدمها له رئيس الوزراء ديفيد بن غوريون لتصميمه عوزي.
تقاعد غال من الجيش الإسرائيلي في عام 1975، وفي العام التالي انتقل إلى الولايات المتحدة، واستقر في فيلادلفيا حتى تمكنك ابنته تامار التي أصيبت بأضرار خطيرة في المخ من تلقي علاج طبي ممتد هناك.
في أوائل الثمانينيات ساعد غال في إنشاء مدفع رشاش Ruger MP9.
واصل غال عمله كمصمم للأسلحة النارية في الولايات المتحدة حتى وفاته بالسرطان في عام 2002، وتم نقل جثته إلى ياغور في إسرائيل لدفنه.

## وصلات خارجية
- سيرة عوزيل غال لابنه إدو غال.